# Boog & Elliot 2 – Vilda vänner mot husdjuren
Boog & Elliot 2 – Vilda vänner mot husdjuren är en amerikansk animerad film från 2008 och efterföljaren till filmen Boog & Elliot – Vilda vänner.

## Rollista
| Karaktär                 | Engelsk röst                               | Art                                                   |
| ------------------------ | ------------------------------------------ | ----------------------------------------------------- |
| Elliot                   | Joel McHale                                | Åsnehjort                                             |
| Boog                     | Mike Epps                                  | Grizzlybjörn                                          |
| Herr Wiener (Mr. Weenie) | Cody Cameron                               | Hund (svart tax)                                      |
| Giselle                  | Jane Krakowski                             | Åsnehjort, hind                                       |
| McSquizzy                | Billy Connolly                             | Östlig gråekorre                                      |
| Fifi                     | Crispin Glover                             | Hund (vit toy-pudel eller bichon frisé)               |
| Serge                    | Danny Mann                                 | Gräsand, Denis storebror                              |
| Deni                     | Maddie Taylor (krediterad som Matt Taylor) | Gräsand, Serges lillebror                             |
| Buddy                    | Maddie Taylor (krediterad som Matt Taylor) | Blått amerikanskt piggsvin                            |
| Ian                      | Maddie Taylor (krediterad som Matt Taylor) | Åsnehjort, alfahjort                                  |
| Roberto                  | Steve Schirripa                            | Hund (basset-hound)                                   |
| Stanley                  | Fred Stoller                               | Katt (tabbymönstrad American curl)                    |
| Roger                    | Sean P. Mullen                             | Katt (svartfläckig Turkish van, odd-eyed)             |
| Rufus                    | Diedrich Bader                             | Hund (Airedale-terrier eller wire-haired fox-terrier) |
| Charlene                 | Olivia Hack                                | Hund (American cocker spaniel)                        |
| Rico                     | Maurice LaMarche                           | Hund (dobermann-pinscher)                             |
| Bobbie                   | Georgia Engel                              | Människa, Wieners ägarinna                            |
| Bob                      | –                                          | Människa, Bobbies make                                |
| Rosie                    | Nika Futterman                             | Strimmig skunk, Marias tvilling                       |
| Maria                    | Michelle Murdocca                          | Strimmig skunk, Rosies tvilling                       |